# La suerte de Venus
La suerte de Venus (título original en inglés, The Venus Throw) es una novela histórica del escritor estadounidense Steven Saylor, publicada primero por St. Martin's Press en 1995. Es el cuarto libro de su serie de novelas de misterio Roma Sub Rosa ambientadas en las últimas décadas de la República Romana. El principal personaje es el detective romano Gordiano el Sabueso.

## Sinopsis
En el año 56 a. C., Gordiano recibe en su casa de Roma la visita de su viejo amigo y maestro, Dión, un diplomático que lleva una embajada en nombre de los ciudadanos de Egipto, quienes desean presentar una queja contra su rey Ptolomeo XII ante el Senado de Roma. Dión teme que lo maten los agentes del rey, como ha ocurrido con otros enviados que lo precedieron. Gordiano no puede ayudarle, pues marcha de viaje. Pero, a la vuelta, descubre que ha muerto asesinado. Gordiano recibe el encargo de averiguar quién es el asesino. Su principal sospechoso es el orador Marco Celio Rufo. También se encuentra con la viuda Clodia y su admirador, el poeta Catulo.